# 武家奉公人

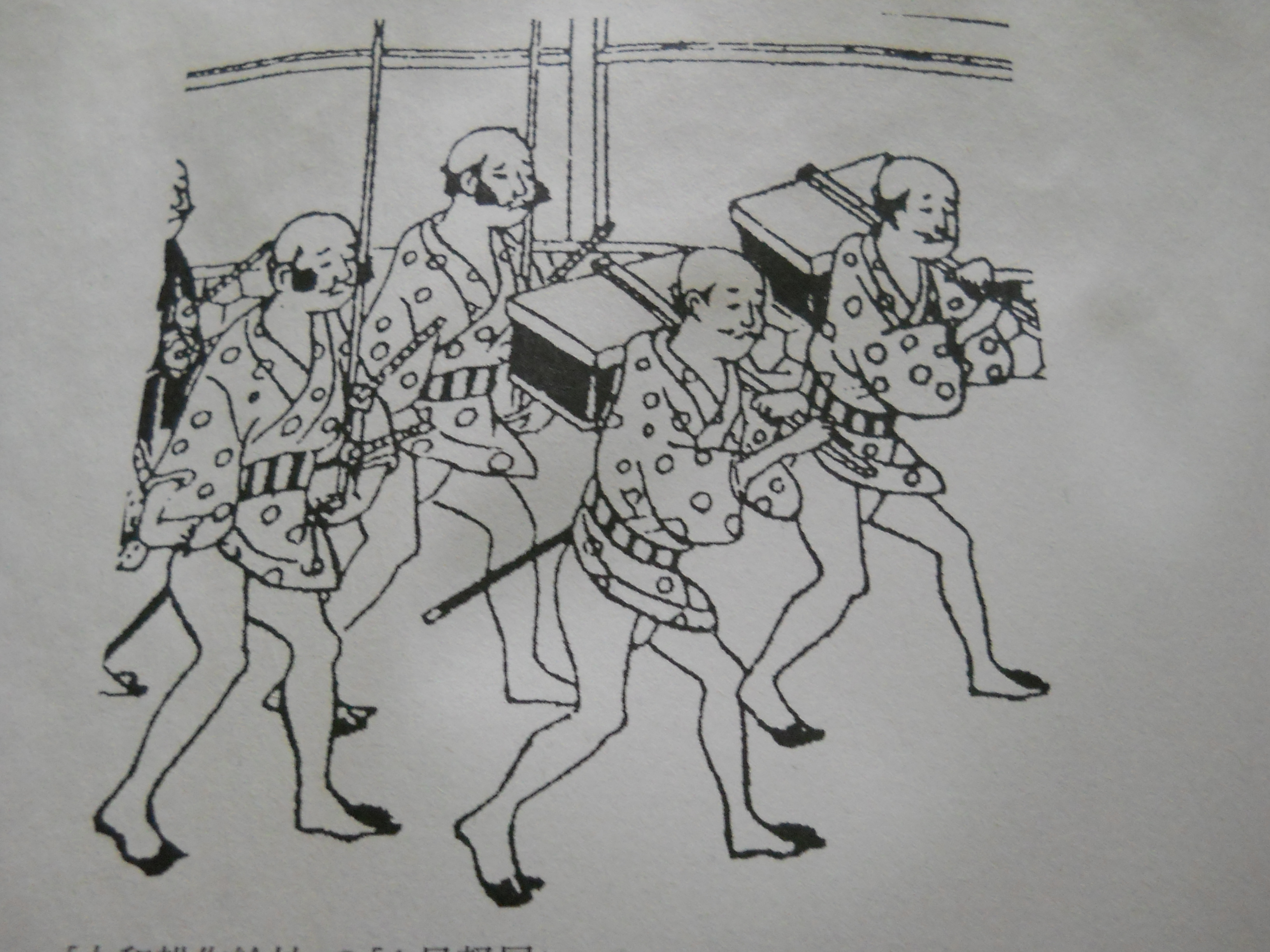
石川流宣「大和耕作絵抄」の中間

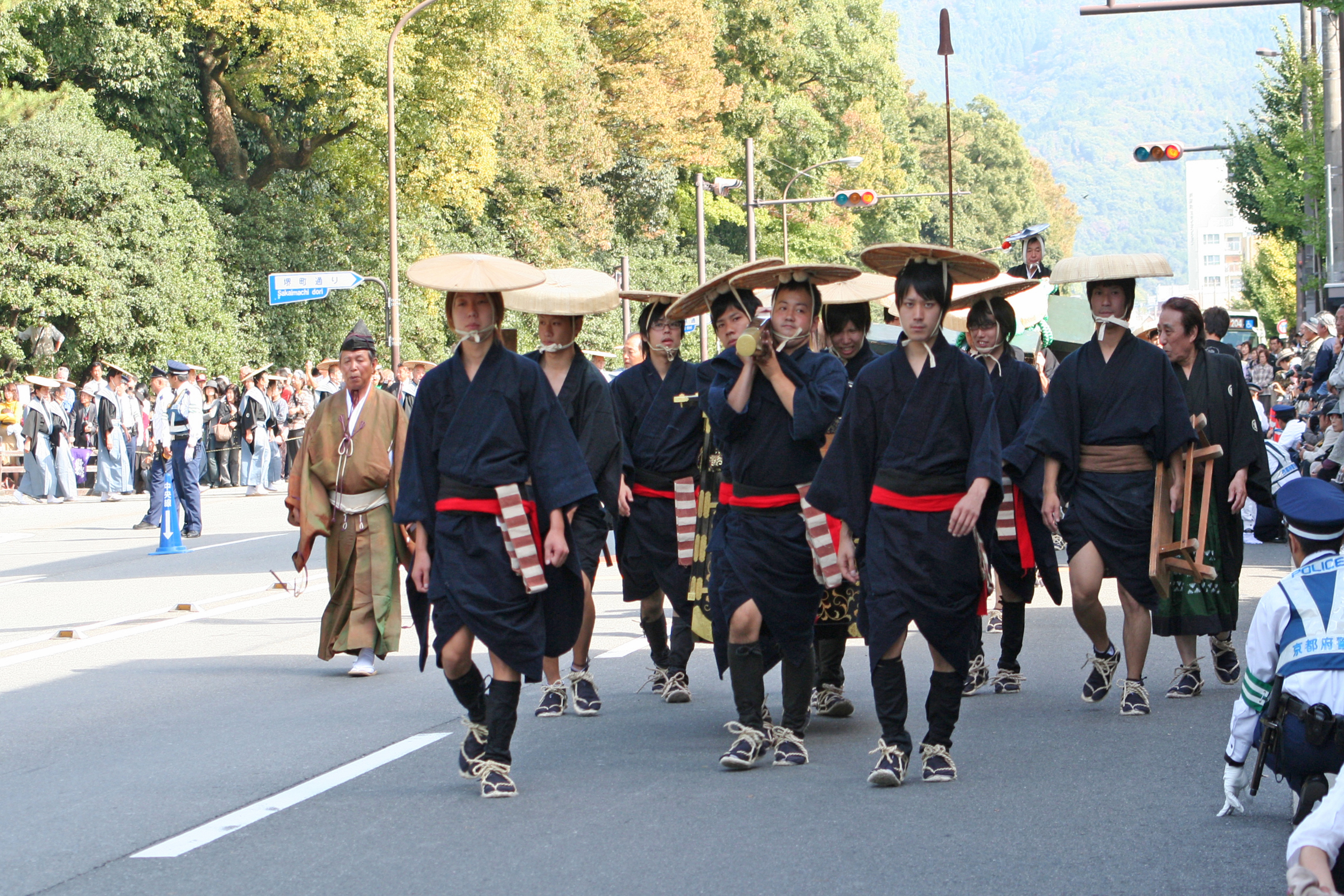
時代祭での武家奉公人

武家奉公人（ぶけほうこうにん）とは、武家の武士に奉公する農民や町人出身の従者を言う。江戸時代以前では主家に仕える（奉公する）武士も含めて単に奉公人と呼んだ。当時は武者達の下働き（荷物持ち、馬の世話、食事など）の雑用を主にしており、地域によっては兵役として参加した。江戸時代以降はもっぱら非武士身分の中間や小者を指した。
石高などにより、召し抱えるべき人数が定められており、城下町などの民間から徴収されていた。伝手などがなく人が足りない場合は、人宿、抱元 (かかえもと)と呼ばれる斡旋業者から人材派遣が行われた。これらの雇用者の多くは、参勤交代などで江戸に着いたとたん欠落（かけおち）等により江戸に流入した。

## 種類
武家奉公人は若党、中間、小者などの呼称があるが、地域、藩、各武家によっても意味合いに差があり、厳密な区別はできるものではない。例えば武家奉公人には足軽も含まれる場合があり、その地位は若党の下、もしくは上の両方の説明がある。したがって下記にある若党、中間、小者に分けた解説はあくまで参考程度の内容である。

### 若党（わかとう）
豊臣秀吉が文禄・慶長の役に備えて1591年に制定した時限法の身分統制令の条文での「侍」との表記は若党を指していると考えられている。
『貞丈雑記』に「若党と云はわかき侍どもと云事也」とあるように本来は文字通り若き郎党を指したものであるが、近世の安土桃山時代や江戸時代には武家に仕える軽輩を指すようになった。その身分は徒士侍と足軽の中間とも足軽以下とも言われた。「若党侍」とも呼ばれ、大小を差し羽織袴を着用して主人の身辺に付き添って雑務や警護を務めた。一季か半季の出替り奉公が多く年俸は3両1人扶持程度であったため俗に「三一(さんぴん)侍」と呼ばれた。その身分については士分ではないとするものと、最下層の士分であるとするものがある。

### 中間（ちゅうげん）
若党と違いこれ以下は武士ではない下人の身分となる。中間・小物は二刀差しを許されず一刀差し、それも中身は木刀だった。また、服装にかんしても百姓と同じく絹の着物を着ることが許されていなかった。渡り中間に代表されるように、一時限りの奉公の場合が多い。
一時限りの中間
広く一般的に知られる中間はこれを指す。
江戸期になると、年季契約や、必要な時のみ口入れ屋から雇い入れるということがしばしば行われた。多くは百姓の次男以下などが奉公したが、武家屋敷の多い江戸など大都市では屋敷を渡り歩く渡り中間のような専門の奉公人を雇うことも多かった。
特殊な中間
広く一般的に知られる中間とは異なり、世襲で藩に仕え、苗字帯刀が許されている者や幕末に特殊な事例に用いて採用されたりした者を指す。例えば、幕府の五役の御中間や米沢藩の御中間は、譜代の御家人および譜代の足軽格からなる卒身分であり、職制が組の名称となっていた。また、長州藩の蔵元の世襲の下級蔵役人としての中間身分であった山縣有朋や伊藤博文が、資料などの記述で足軽扱いされるのは、本来の広く一般的に知られる一代限りの中間と紛らわしいためであろう。

### 小者（こもの）
私的武家奉公人。住み込みで主に雑用を行った。小人(こびと)、下男（げなん）とも言う。町奉行が、不足する定町廻り同心の職務を肩替わりさせるために、正式に十手、捕縄を授けられていた者。定町廻り同心が私的に雇う御用聞きとは違い、奉行所からわずかな給金も出ていた。戦国時代では合戦の際の雑用や荷運びなどを行った。町方同心が捕物で使った御用聞きを小者と呼ぶことがあったが、本来の小者とは、身分が異なっていた。奉行所から給金は出ないので、雇った町廻り同心が、手当てを小遣い程度渡していただけであったため、別な本業の職業を持っていた。事件の都度呼び出されて使われた。平民身分。

## 幕末の変化
幕末になって江戸幕府及び諸藩は、火縄銃装備の「鉄砲組」を廃止し、洋式銃装備の「歩兵隊」や「銃隊」を作る必要に迫られたが、従来の足軽身分のものだけでは不十分なケースが多々見られ、こうした場合、新たに人員を募集し戦国時代の足軽隊に似た歩兵部隊を創設することがあった。これらの身分は足軽より下の中間（ちゅうげん）待遇とされた。

## 関連人物
- 二宮尊徳
- 佐々木顕発
- 伊藤博文
- 山縣有朋